# Шер Ами
Шер Ами (фр. Cher Ami, у преводу драги пријатељ) је био мужјак домаћег голуба познат по својој војној служби током Првог светског рата, посебно у офанзиви Мес-Аргон у октобру 1918. Постао је познат по томе што је успео да пренесе поруку Изгубљеног батаљона о њиховој локацији, упркос тешким повредама.

## Позадина и живот пре рата
Голубови су се миленијумима користили за преношење порука због њихове урођене способности да се крећу ка кући. Они су се интензивно користили као гласници током Првог светског рата, а Француска, Немачка и Уједињено Краљевство су успоставиле службе за слање голубова пре избијања рата.
На захтев генерала Џона Першинга, у новембру 1917. основана је служба за голубове сигналног корпуса америчке војске. Шер Ами је био један од 600 голубова узгојених у Енглеској донираних Голубовској служби 20. маја 1918. године.
Не зна се тачно када се Шер Ами излегао, мада је то вероватно било крајем марта или почетком априла 1918. На идентификационој траци Шер Ами стоји печат „NURP 18 EAD 615“, што значи да је био "National Union Racing Pigeon" („голуб тркачког националног синдиката“) и рођен 1918. EAD се односи на регистрацију узгајивача и може сугерисати да се излегао у голубарнику Е. А. Дејвидсона. у Норфоку, Енглеској.

## Први светски рат
По доласку у штаб Голубарске службе, Шер Ами је био један од 60 голубова додељених мобилном голубарнику број 11. Дана 21. септембра, голубарник је премештен у Рампон у Француској, у оквиру припрема за офанзиву Мез-Аргон. Птице овог голубарника бр. 11 подржавале су 77. пешадијску дивизију у и кроз Аргонску шуму.
4. октобра 1918. мајор Чарлс Вајт Витлси и више од 550 људи били су заробљени у малој депресији на страни брда иза непријатељских линија без хране и муниције. Амерички војници са друге стране су почели нехотице да испаљују ватру на њих јер нису знали њихову тачну локацију. Опкољени Немцима, многи су погинули и рањени, а само 194 мушкарца су остала жива и нису постали заробљени или рањени до краја борбе. Пошто су Немци стално пресретали или убијали курире, Витлси је почео да шаље поруке голубовима.
Голуб који је носио прву поруку: "Много рањених. Не можемо да се евакуишемо." био је оборен. Друга птица је послата са поруком: "Људи пате. Може ли се послати подршка?" И тај голуб је био оборен. Артиљеријске батерије које су подржавале Витлсијеве војнике покушале су да обезбеде „бараж заштите“ на северној падини јаруге Шарлево, јер су веровали да се Витлси налази на јужној падини јаруге, што је резултирало баражом који је нехотице гађао батаљон. "Шер Ами" је био трећи голуб, послат са белешком у канистеру на његовој десној нози:
| „ | Налазимо се на путу 276.4. Наша сопствена артиљерија баца бараж директно на нас. Забога, престаните. | ” |

Док је Шер Ами покушавао да се врати кући, Немци су га видели како излази из грмља и отворили ватру. После неколико секунди, оборен је, али је поново успео да полети. Вратио се у своје поткровље у штабу дивизије 40 километара иза батаљона за само 25 минута, око 5 минута након што је гранатирање престало. Био је погођен у груди, ослепљен на једно око и нога му је висила само о тетиви.
Шер Ами је постао херој 77. пешадијске дивизије. Војни лекари су се трудили да му спасу живот. Када се довољно опоравио да путује, једнонога птица је стављена на чамац за Сједињене Државе, а генерал Џон Џеј Першинг га је испратио.

## Награде
Голуб је награђен медаљом Војни крст са гроздом палминог храстовог лишћа за своју херојску службу у преношењу 12 важних порука у Вердену. Умро је у Форт Монмауту, Њу Џерзију, 13. јуна 1919. од задобијених рана у борби, а касније је уврштен у Кућу славних тркачких голубова 1931. Такође је добио златну медаљу од Организованих тела америчких тркачких голубова као признање за његову службу током Првог светског рата.
У новембру 2019. постао је један од првих добитника медаље храбрости за животиње у рату и миру, која му је додељена постхумно на церемонији на Капитол Хилу у Вашингтону.

## Наслеђе
Америчкој школској деци из 1920-их и 1930-их, Шер Ами је био познат као и сваки човек херој из Првог светског рата. Тело Шер Амија је касније монтирао таксидермиста Нелсон Р. Вуд у Националном музеју природне историје. Када је Смитсонијан затражио информације о Шер Амију, Сигнални корпус је известио да нису могли да пронађу ниједан ратни запис о томе да је Шер Ами голуб „који је носио поруку Изгубљеног батаљона“. Набрајајући познате детаље о птици, војска је, без објашњења, описала да је то био „он", односно мушког пола, што је испратио и Смитсонијан. Године 2021, Национални музеј америчке историје, заједно са Националним музејом природне историје и Националним зоолошким вртом Смитсонијан, анализирао је узорке ДНК Шер Амија и закључили су да је птица била мушког пола. Од 1921. Шер Ами је изложен у Смитсонијан институту са наредником Стабијем, (претпостављеном) маскотом Бостонског теријера из 102. пешадије америчке војске, у изложби „Цена слободе“ Националног музеја америчке историје.

## У популарној култури

### Књиге, есеји и кратке приче
- "Notre Cher Ami: The Enduring Myth and Memory of a Humble Pigeon," академски чланак Франка А. Блажича јуниора у The Journal of Military History
- Cher Ami and Major Whittlesey, роман Катлин Руни
- Cher Ami: The Story of a Carrier Pigeon, дечја књига Марион Котрен, објављена 1934.
- "Cher Ami", песма Харија Веб Фарингтона
- Dear Miss Kopp од Ејми Стјуарт
- Finding the Lost Battalion - Beyond the Rumors, Myths and Legends of America's Famous WWI Epic од Роберта Лаплендера
- "Cher Ami" кратка прича од Хедер Раундс
- "Viva Cuba Pigeon" кратка прича Сузен Родригез Дризи
- The Ruby Notebook од Лоре Резо
- "War Pigs", есеј из колекције Animals Strike Curious Poses од Елене Пасарело

### Филмови и телевизија
- The Lost Battalion (1919 film), неми филм из 1919. укључује живог Шер Амија који скаче на једној нози. Овај филм такође укључује многе војнике који играју себе, укључујући и потпуковника Чарлса Витлсија. Цео филм је доступан на Јутјубу.
- Cher Ami, шпански филм из 2008. у режији Микела Пујола и продукције Accio Studios, такође познат као Flying Heroes or The Aviators.[13]
- Flying Home, романтични драмски филм из 2014. са Џејмијем Дорнаном у главној улози приказује причу о херојском подвигу Шер Амија.
- Шер Ами се помиње у сезони 3, епизода 11 White Collar, 2011.
- The Lost Battalion, ратни филм из 2001. о офанзиви Мез-Аргон из 1918. године, који приказује Шер Ами који је послат са важном поруком.
- Боби Глас помиње Шер Амија у 8. епизоди Нетфликс серије из 2024. године под називом The Gentlemen од Гај Ричија.

- Лик Зигфрида Фарнона помиње Шер Ами у божићној епизоди из 2024. ‘All creatures great and small’ (Channel 5, УК).